# Selección juvenil de rugby de Rumania
La selección juvenil de rugby de Rumania es el equipo representativo de la Federación Rumana de Rugby en competencias europeas y mundiales.

## Reseña
Rumania en categoría M19 comenzó a disputar el Campeonato Mundial desde 1969 cuando sólo era un torneo internacional organizado por la FIRA, en esa primera edición consiguió el 3º puesto. En 1972 gana su primer torneo y repite el hecho al año siguiente. En 2008 con la creación del Trofeo Mundial en M20 clasificó en 3 oportunidades, llevándose el título en el 2009, particularmente ese año no hubo promoción al mundial de primer nivel y aún no ha tenido otra posibilidad de ascender de nivel. En mundiales M21 solo jugó en la edición del 2002, la primera que organizó en exclusividad la IRB.

## Palmarés
- Mundial M19 División A (2): 1972 y 1973
- Mundial M19 División B (1): 2004
- Trofeo Mundial (1): 2009
- Europeo M19 (2): 2007, 2008

## Participación en copas
| Últimos torneos - Francia 2000: 14º puesto - Chile 2001: 13º puesto - Italia 2002: 12º puesto - Francia 2003: 15º puesto - Sudáfrica 2005: 7º puesto - EAU 2006: 12º puesto (último) - Sudáfrica 2004: Campeón invicto - Irlanda del Norte 2007: 9º puesto - Sudáfrica 2002: 12º puesto (último) - no ha clasificado - Chile 2008: 4º puesto - Kenia 2009: Campeón invicto - Rusia 2010: 4º puesto - Rumania 2018: 8º puesto (último) | - Portugal 2007: Campeón - Polonia 2008: Campeón - Portugal 2009: no participó - Bélgica 2010: 3º puesto - Rumania 2011: 3º puesto - Portugal 2012: 5º puesto - Portugal 2013: 5º puesto - Portugal 2014: 7º puesto - Portugal 2015: Finalista - Rumania 2017: 4º puesto - Portugal 2018: 5º puesto - Portugal 2019: 5º puesto - Portugal 2021: 5º puesto - Portugal 2022: 5º puesto - República Checa 2023: 5° puesto - Europeo M18 2005: 7º puesto - Europeo M18 2007: 5º puesto - Europeo M18 2008: 5º puesto - Europeo M18 2009: 4º puesto - Europeo M18 2010: 8º puesto - Europeo M18 2011: 7º puesto - Europeo M18 2012: 4º puesto - Europeo M18 2013: 5º puesto - Europeo M18 2014: 3º puesto - Europeo M18 2015: 4º puesto - Europeo M18 2006: 1º puesto |